# Jenny Ondioline
Jenny Ondioline es un EP lanzado por la banda inglesa de post-rock Stereolab, editado en el año 1993. También es el nombre de una canción del grupo que aparece en el mismo EP y en su álbum Transient Random-Noise Bursts With Announcements. Con 18 minutos de duración, la canción se volvió una de las más importantes del grupo.
El EP llegó al puesto #75 del UK Singles Chart y fue el primer lanzamiento del grupo en aparecer en esta lista. Sin embargo, si bien "French Disco" (originalmente un lado B) tuvo rotación en las radio, el grupo no tuvo los medios financieros para reeditar el EP con la canción como lado A.

## Lista de temas
1. "Jenny Ondioline (Part 1)"
2. "Fruition"
3. "Golden Ball (Studio)"
4. "French Disco"